# 歓びの毒牙
『歓びの毒牙』（よろこびのきば 原題：L'uccello dalle piume di cristallo　英題：The Bird With The Crystal Plumage）は、1970年制作のイタリア・西ドイツ合作のサスペンス・スリラー映画。ダリオ・アルジェントの監督デビュー作品。フレドリック・ブラウンの小説「通り魔」（The Screaming Mimi）を原作としている。

## あらすじ
イタリアを旅行中のアメリカ人作家サム・ダルマスは、ある画廊で男女が格闘しているのを目撃して止めに入るが、女は負傷し、彼は嫌疑をかけられてしまう。
男女は画廊の経営者ラニエリ夫妻であり、負傷した妻モニカは最近立て続けに起きているブロンド女性ばかりが狙われる連続殺人事件の4人目の被害者であった。
サムは現場で聞いた不気味な鳥の鳴き声を手掛かりに事件を独自に調べ始める。

## スタッフ
監督・脚本：ダリオ・アルジェント
製作：サルヴァトーレ・アルジェント
原作：フレドリック・ブラウン
撮影：ヴィットリオ・ストラーロ
音楽：エンニオ・モリコーネ

## キャスト
| 役名           | 俳優                       |
| -------------- | -------------------------- |
| サム・ダルマス | トニー・ムサンテ           |
| ジュリア       | スージー・ケンドール       |
| モロシーニ警部 | エンリコ・マリア・サレルノ |
| モニカ         | エヴァ・レンツィ           |
| ラニエリ       | ウンベルト・ラホ           |
| ベルト         | マリオ・アドルフ           |

## 書籍
通り魔 1949年 E. P. ダットンアンドカンパニー株式会社
著者：フレドリック・ブラウン
翻訳：森本清水
出版社：東京創元新社 創元推理文庫（1963年）